# Ян I Жаганьский
Ян I Жаганьский (пол. Jan I żagański, нем. Johann I von Glogau-Sagan; около 1385 — 12 апреля 1439) —  князь Глогувский (половина княжества, в 1397-1412 годах совместно с братьями Генрихом IX и Генрихом X и Вацлавом), князь Жаганьский (в 1403-1439 годах, до 1412 года совместно с братьями Генрихом IX и Генрихом X и Вацлавом).

## Биография
Представитель глогувско-жаганьской линии династии Силезских Пястов. Старший сын Генриха VIII Врубеля (1357/1363 — 1397), князя Жаганьского (1369—1378), Глогувского и Сцинавского (1369-1378 и 1395—1397), и Катарины Опольской (1367—1420), дочери князя Владислава Опольчика.
В марте 1397 года, в момент смерти Генриха VIII, его сыновья Ян, Генрих IX, Генрих X и Вацлав еще не достигли совершеннолетнего возраста, поэтому опеку над ними принял князь Руперт I Легницкий (муж Ядвиги Жаганьской, сестры Генриха VIII).
В 1401 году Ян I был признан совершеннолетним и стал править вместе с младшими братьями в Глогувском княжестве, включавшем Шпротаву, Пшемкув, Сулехув, части Глогува и Бытома.
В 1403 году их тетка Ядвига Легницкая (жена князя Генриха VI, брата Генриха VIII) отказалась от Жаганьского княжества, и братья Ян, Генрих Старший, Генрих Младший и Вацлав присоединили к своим владениям города Жагань, Кросно-Оджаньске и Свебодзин. В 1408 году Ян Жаганьский, не в силах дожидаться выделения собственного удела, с помощью своего тестя, курфюрста Рудольфа III Саксонского, захватил Жагань с окрестностями. Формально раздел совместных владений братьев произошел 1412 году: Ян получил в самостоятельное владение Жаганьское княжество, а три его младших брата стали совместно править в Глогувском княжестве. В 1413 году Ян Жаганьский присоединил к своим владениям город Пшевуз с прилегающими территориями (получены им в результате брака со  Схоластикой Саксонской, дочерью курфюрста Рудольфа III Саксонского).
На съезде силезских князей в Легнице в 1419 году Ян Жаганьский сыграл довольно важную роль, когда по просьбе многих городов Нижней Силезии выступил с инициативой создания организации для борьбы с рыцарями-разбойниками, банды которых совершали набеги на дороги, города и монастыри.
Ян Жаганьский старался добросовестно исполнять обязанности ленника чешской короны. В 1420 году он принимал участие в военной экспедиции чешского короля Сигизмунда Люксембургского против гуситов. 28 июля того же года он прибыл в Прагу на коронацию Сигизмунда Люксембурга чешской короной.
В 1423 году Ян Жаганьский вместе с братьями участвовал в переговорах между германским императором Сигизмундом Люксембургским и Тевтонским орденом в Пресбурге (сейчас — Братислава) о совместной борьбе против Польского королевства. Однако из-за растущей угрозы со стороны чешских гуситов и требования Ордена о передаче ему в качестве платы за помощь города Кежмарока эти переговоры оказались безрезультатными.
В 1427—1428 годах борьба с гуситами продолжилась, когда Ян Жаганьский и Генрих IX Глогувский пришли на помощь городам Лужицы и нанесли поражением гуситскому войску 1 ноября 1428 года в битве при Кратцау.
В 1429 году князь Ян Жаганьский в составе делегации сопровождал германского императора Сигизмунда Люксембургского во время его поездки в Луцк, на переговоры с королем польским Владиславом Ягелло и великим князем литовским Витовтом. В то же время в связи с растущей силой чешских гуситов князь Ян Жаганьский вынужден был платить большую контрибуцию, чтобы обеспечить свои владения от их вторжения.
Со временем князь Ян Жаганьский стал тайно способствовать гуситскому движению и его реформаторским идеалам. 19 апреля 1433 года он вместе с младшим братом Генрихом IX и князьями Олесницкими отправился на съезд в Калиш, где пообещал королю Польши Владиславу Ягелло принять участие в планируемом гуситском походе против тевтонских крестоносцев.
После смерти германского императора Сигизмунда Люксембургского Ян Жаганьский встал на сторону его зятя, герцога Альбрехта Австрийского, принеся ему 3 декабря 1438 года оммаж во Вроцлаве. Взамен Альбрехт Австрийский предоставил князю Яну многие выгодные льготы — в том числе право чеканить монету в княжеских городах Шпротава и Жагань.
Ян Жаганьский проводил радикальную и деспотическую политику в отношении своих подданных, что привело с конфликту с орденом Августинцев в Жагани. По приказу Яна был заключен в темницу аббат монастыря, за что на князя было наложено отлучение от церкви. В современных источниках он упоминался как жестокий человек, который был склонен к садизму. Его супруга Схоластика Саксонская, не выдержав жестокого обращения, попыталась бежать из Жагани, но была схвачена и по приказу мужа заключена в замок Новогруд-Бобжаньского без права возвращения в столицу княжества.
12 апреля 1439 года князь Ян I Жаганьский скончался, он был похоронен в усыпальнице князей Жаганьских в костёле августинцев. Его вдова Схоластика Саксонская не уехала из Новогруд-Бобжаньского даже после смерти своего мужа, так как этот город она получила во владение в качестве вдовы. Схоластика умерла 12 мая 1461 года.

## Семья
В 1405/1409 году Ян Жаганьский женился на Схоластике Саксонской (1391/1395—1461), старшей дочери курфюрста Рудольфа III Саксонского и Анны Тюрингской. Супруги имели четырех сыновей и шесть дочерей:
- Анна (ок. 1408—1437), жена с 1424 года Альбрехта VIII, графа Линден-Руппинского (ок. 1406—1460)
- Ядвига (ок. 1410—1497), муж с 1434 года Бернхард VI, князь Ангальт-Бернбургский (ум. 1468)
- Бальтазар (ок. 1415—1472), князь Жаганьский
- Рудольф (ок. 1418—1454), князь Жаганьский
- Маргарита (ок. 1425—1491), 1-й муж — Фольрад II фон Мансфельд (ок. 1380 — ок. 1450), 2-й муж — Генрих XI, граф Хонштейн-Клеттенбергский (ум. 1454), 3-й муж — Генрих III, граф Брауншвейг-Грубенхагенский (ок. 1416—1464)
- Барбара (ок. 1426—1476)
- Схоластика (ок. 1428—1483/1489)
- Агнесса (ок. 1430—1473)
- Вацлав (ок. 1434—1488), князь Жаганьский
- Ян II Безумный (1435—1504), князь Жаганьский и Глогувский.